# قلابات، سودان
قلابات (به عربی: القلابات) یک منطقهٔ مسکونی در سودان است که در القضارف واقع شده‌است.